# Frédérique van der Wal
Frédérique van der Wal (L'Aia, 30 agosto 1967) è una modella, attrice e imprenditrice olandese, conosciuta soprattutto per aver lavorato con Victoria's Secret.

## Biografia
La sua carriera di modella inizia vincendo nel 1985 alle Mauritius il concorso Elite Model Look, dopo aver finito gli studi, a 18 anni, si trasferisce a New York. Ben presto appare in campagne pubblicitarie per Revlon, Guess?, Chloé e Victoria's Secret. Oltre che per servizi per Forbes e InStyle, anche sulle copertine di Cosmopolitan, Harper's Bazaar, Flare, Amica, Grazia, Vogue, Marie Claire. Ha sfilato per Victoria's Secret dal 1995 al 1997. Il suo percorso nella moda continua con il lancio di una propria linea di lingerie, costumi da bagno, pigiameria e profumi.
Come attrice appare nei film Celebrity, Wild Wild West, Two Girls and a Guy, Studio 54, The Million Dollar Hotel, The Venice Project. Per la televisione appare in alcuni episodi della serie con protagonista Brooke Shields, Susan e in F/X, partecipa ad alcune trasmissioni televisive e talk-show, come ospite o come presentatrice. Nel 2003 prende parte al game show The Mole (La talpa).
Nativa dei Paesi Bassi, nel 2005 ad Amsterdam viene presentato un giglio che porta il suo nome "Frederique's Choice", da cui è nato il progetto "The Invisible Journey" in associazione con Discovery Channel: un documentario che ripercorre la vita del fiore, dalle piantagioni fino all'esportazione ed alla vendita nei Paesi Bassi, Belgio e Germania. Proprio per rafforzare il mercato in Germania ha fatto la sua comparsa nel finale di stagione di Germany's Next Topmodel nel 2011.
Ha una figlia avuta con lo sceneggiatore Nicholas Klein, nata il 4 maggio 2000.

## Agenzie
- Visage Management - Zurigo
- IMG Models - Londra